# Oriovac
Oriovac è un comune della Croazia di 6 559 abitanti della regione di Brod e della Posavina.